# Ralph Hills
Ralph Gorman Hills (ur. 19 stycznia 1902 w Waszyngtonie, zm. 20 września 1977 w Baltimore) – amerykański lekarz, w młodości lekkoatleta (specjalista pchnięcia kulą), medalista olimpijski z 1924.
Jego ojciec Ralph Warren Hills był prawnikiem i dyplomatą, a dziadek Arthur Pue Gorman politykiem, senatorem USA. Hills ukończył Princeton University, a w 1929 uzyskał doktorat z medycyny na Johns Hopkins University. Wykładał później na tej uczelni.
Zdobył brązowy medal w pchnięciu kulą na igrzyskach olimpijskich w 1924 w Paryżu za swymi rodakami Clarence’em Houserem i Glennem Hartranftem.
Był mistrzem Stanów Zjednoczonych (AAU) w pchnięciu kulą w 1924 i wicemistrzem w 1922, a także halowym mistrzem USA w tej konkurencji w 1922 i 1924. Zdobył także akademickie mistrzostwo USA (IC4A) w pchnięciu kulą w 1923 i 1925. Jego rekord życiowy wynosił 15,26 m i pochodził z 1925.